# 窄鼻拟犁头鳐
窄鼻擬犁頭鰩（學名：Pseudobatos buthi），又稱窄鼻琵琶鱝，為軟骨魚綱犁頭鰩目犁頭鰩科擬犁頭鰩屬的其中一種，被IUCN列為易危保育類動物，分布於東太平洋墨西哥加利福尼亞灣海域，深度0至2公尺，本魚體延長而平扁，最大鼻盤寬度和前眶鼻盤寬度稍窄，頭部較長，吻部較長，前鼻瓣較短，鼻孔長度較小，第一背鰭起點處的體寬較小，喙呈棕色，從吻部到第一背鰭起點的距離較短，從吻部到下尾鰭起點的距離較短，前眼眶圓盤寬度稍窄，第一背鰭起點處的身體較窄，前鼻瓣基部長度較短，鼻孔長度較短，體長可達68.5公分，棲息於沿海海域，為底棲性魚類，肉食性，卵胎生，生活習性不明。